# Révész Imre (festő)
Révész Imre (született: Csebrai Imre) (Sátoraljaújhely, 1859. január 21. – Nagyszőlős, 1945. február 3.) festőművész, grafikus.

## Pályafutása
Édesapja, Csebray Károly evangélikus tanító, de református iskolában tanított, édesanyja Loysch Paulina. Két gyermekük született: Imre Károly és 1860-ban Margit Karolina (mindkettőjüket református vallásra keresztelték). A gyermekek Sátoraljaújhelyen születtek, de Nagyszőlősőn nevelkedtek, ugyanis szüleik válása után anyjuk egyedül nevelte őket, és itt kapott állást postamesterként. Imre a debreceni gimnáziumba járt és képezte festői tehetségét, amikor az alföldi vásárok forgatagában paraszti típusokat, karaktereket rajzolt.
Művészeti tanulmányait Bécsben kezdte, 1873 és 1875 között a Bécsi Művészeti Akadémia hallgatója lett, s különösen a litográfia módszereit tanulmányozta. Griepenkerl és Müller nevű mesterek voltak a tanítói, műveiről már ekkor írtak a bécsi folyóiratok. 1878–79-ben közel egy évig a Képzőművészeti Főiskola hallgatójaként Székely Bertalan volt a mestere, majd állami ösztöndíjjal ismét a bécsi akadémiára ment, ahol három éven keresztül tökéletesítette tudását. 1879-ben, 20 évesen elnyerte a Bécsi Művészeti Akadémia díját.
Közben a nyári vakációit otthon töltötte s ismerőseiről, barátairól, mint például Skultéty Antalról portrékat készített. Az 1880-as évek elején Budapesten volt első kiállítása, amikor a Munkácsy-pályázatról értesülvén, beküldte Csárdai jelenet című festményét. A műnek komoly sikere volt, a zsűri neki ítélte oda Munkácsy Mihály ösztöndíját, s Erzsébet királyné vásárolta meg a festményt. A hatezer frankos Munkácsy-díj segítségével 1882-ben Párizsba utazott, ahol három évig a híres művész mellett tanult és dolgozott. Révész így megismerkedett Munkácsy munkamódszerével, bepillanthatott tanulmányrajzainak, vázlatainak készülésébe. 1884-ben festette meg a Petőfi a csárdában című képét, amely már teljesen érett mesterként mutatta (később a londoni múzeumba került). Révész Imre festményeit és grafikáit választották az 1900-ban, Budapesten, az Athenaeum kiadásában megjelent Petőfi Sándor összes költeményei című kétkötetes mű illusztrálására.
Utazásaiból Révész többször is hazatért Kecskemét és Szentes vidékére, sok vázlatot, rajzot készített a népi életről és mindig visszatért kedvenc témájához, az 1848-as forradalomhoz. 1887-ben bécsi tartózkodása alatt festette meg Katonaszökevény (Menekülők) című képét, mely 1889-ben elnyerte a párizsi tárlat ezüstérmét (vagy bronzérmét).
Bécsi diákkorában ismerkedhetett meg Kürbis Filep festőművésszel, akinek Hermina nevű leánya (később tanítványa is volt) lett a felesége, 1884. augusztus 31-én volt az esküvőjük Nagyszőlősön. Kürbis Hermina Bécsben sokszor kiállított a Galériában. Férjétől eltérően megrendelésre készített pasztellképeket és mesekompozíciókat, de festett arcképeket és karikatúrákat is. Két leányuk született (egyikőjük tragikus módon vízbe fulladt).
1903-ban Révészt meghívták Budapestre a Képzőművészeti Főiskola előadójának, 1904-től oktatott. 1918-ban a Nagybányai művésztelepen dolgozott. Részben szabadiskolájában, részben a főiskolán, részben pedig az 1920–1931 között általa vezetett Kecskeméti művésztelepen a festőművészek egész nemzedékét nevelte fel.
Az 1930-as években látása megromlott, már keveset festett, főként tájképeket, amelyek nagyobb része magángyűjteményekbe került. Ekkor felesége (aki később, 1949. február 22-én halt meg) és Klára-Hermina lánya  társaságában visszatért gyermek- és ifjúkora színhelyére, Kárpátaljára, s Nagyszőlősön „a szomszédok a Király utcában, anyja házának udvarán többször látták az idős festőművészt sütkérezni a napon vesszőből font karosszékében, hosszú szárú pipájával a kezében, gondolatokba merülve.”
A nagyszőlősi temetőben helyezték örök nyugalomra.

## Munkássága
Népi életképeket (zsánerkép), történelmi képeket festett naturalista stílusban. Fő műve a Panem című alkotás a magyar kritikai realizmus jellegzetes műve. Közismertek Petőfi a nép között, Petőfi a táborban és Csárdai jelenet című képei. Később népieskedő, humoros tartalmú életképeket is festett.
Révész minden egyes vázlatáról, kompozíciójáról a nagy rajztudás, biztos vonalvezetés tanúskodik. Előszeretettel dolgozott vegyes technikával, szénnel, krétával, akvarellel, pasztellel.
Műveit őrzik a legnagyobb magyar közgyűjtemények, így a Magyar Nemzeti Galéria, a Petőfi Irodalmi Múzeum és több vidéki múzeum is (Kecskemét, Szeged, Debrecen, Ungvár), de az érdeklődők az Ermitázsban, a Tretyakov Képtárban és magángyűjteményekben, így Nagyszőlősön is láthatják őket.

## Díjai
- 1882 Munkácsy Mihály (ösztön)díja
- 1889 Párizs, ezüstérem Menekülők című képével
- 1901 München, aranyérem Panem című képével

## Emlékezete

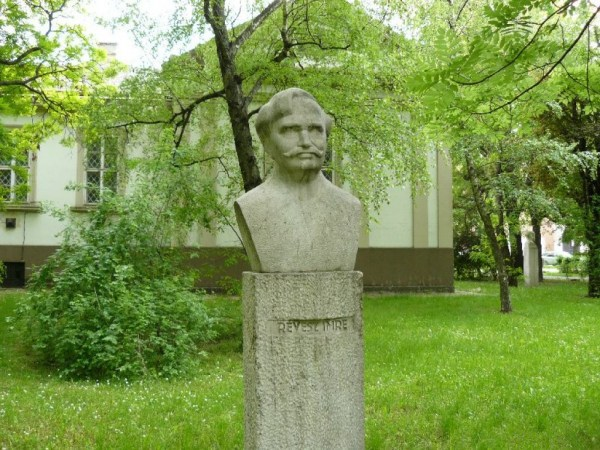
Révész Imre szobra Kecskeméten. Ács József alkotása

- A Kárpátaljai Magyar Képző- és Iparművészek Révész Imre Társasága (RIT) 1990-ben alakult meg és Ungváron a Kárpátaljai megyei Néprajzi Múzeumban rendszeresen kiállításokat rendez. Itt a régióhoz kötődő régi és új képzőművész generáció alkotásai láthatók (Réti János színes applikációi, Hidi Endre állatfigurái, kancsói, Erfán Ferenc, Kopriva Attila festményei, Matl Péter és Szocska László régi kompozíciói). A RIT régi tagjai Magyar László, Benkő György, Hrabár Natália, Őri Mihály stb., a fiatalabb generációból pedig Kulin Ágnes, Brinkács Stefán, Tóth Róbert, Biba Szerhij stb.
- Kecskeméten, a Kodály Zoltán téren áll 1968-ban felállított mellszobra (Ács József szobrász alkotása).
- Kecskeméten utca őrzi a nevét.

## Műveiből

### Festmények
- Révész Imre: Cziráky Béla gróf, a főispán[5]
- Udvarlók, 1881, olaj, vászon, 92,5 x 70 cm, Magántulajdon[6]
- Öreg lengyel paraszt arcképe, Év n., olaj, fa, 32 x 22 cm[7]
- Panem! 1899, olaj, vászon, 184 x 225 cm, Magyar Nemzeti Galéria, Budapest[8]
- Tavaszünnep (paraván), olaj, vászon, 140x100 cm. Jelezve balra lent: Imre Révész, és jobbra lent: Imre Révész[9]
- Tornácon, olaj, vászon 63,5×51 cm. Jelezve jobbra lent: Révész Imre[10]
- Hölgy virággal, 1900, olaj, vászon, 65x49,5 cm. Jelezve jobbra lent.: Révész Imre 1900[11]
- Konyhában, olaj, vászon, 63×50 cm. Jelezve jobbra lent: Révész I[12]
- Önarckép, olaj, fa, 25x18,5 cm. Jelezve jobbra fent: Révész Imre[13]
- Két kislány cigány kisfiúval, 1900 körül, olaj, vászon, 54×70 cm. Jelezve balra lent: I. Revesz[14]

### Grafika
- Photo-reklám (könyv), Budapest, Pallas Rt., 1931[15]

## Kapcsolódó információk
- Éber L. Művészeti lexikon.- Budapest, 1926.
- Petőfi Sándor összes költeményei. I, II k.- Budapest:Atheneum, 1900.
- Barát M.: Tisztelgés a mester emléke előtt. In: Kárpáti Igaz Szó.- 1969.- febr.16.
- Barát M.: Nagyapám jó barátságban volt Révész Imrével. In: Kárpáti Igaz Szó, 2005. febr.12.
- Sztaskó G.: Kiváló magyar festőművész. In: Kárpáti Igaz Szó, 1959. jan.10.
- A Kárpátaljai Magyar Képző- és Iparművészek Révész Imre Társaságáról